# Thể hình tại Đại hội Thể thao Đông Nam Á 1987
Thể hình (Bodybuilding) tại Đại hội Thể thao Đông Nam Á năm 1987 được tổ chức từ ngày 15 đến 16 tháng 9 năm 1987 tại Senayan Convention Hall, thuộc khu liên hợp thể thao Senayan, Jakarta, Indonesia. Các vận động viên tranh tài ở nội dung thể hình nam, chia theo năm hạng cân từ bantam đến light‑heavyweight.

## Tóm tắt kết quả

### Nam
| Hạng cân           | Vàng            | Bạc                 | Đồng               |
| ------------------ | --------------- | ------------------- | ------------------ |
| Bantam weight      | Ibrahim Sihat   | Bachtiar Zarmi      | Bujang Taha        |
| Light weight       | Levi Rumbewas   | Ramli Hussein       | Abesamis David     |
| Welter weight      | Fatholomein Ali | Mohd Isa Mohd Zukri | Renato Dio         |
| Middle weight      | Hashim Salim    | Garzon Abraham      | Teh Ah Fook        |
| Light-heavy weight | Sammy Ayachok   | Johnny Ong          | Benny Cipta Wijaya |

## Bảng huy chương
| Hạng               | Đoàn               | Vàng | Bạc | Đồng | Tổng số |
| ------------------ | ------------------ | ---- | --- | ---- | ------- |
| 1                  | Singapore (SIN)    | 3    | 2   | 0    | 5       |
| 2                  | Philippines (PHI)  | 1    | 1   | 2    | 4       |
| 3                  | Indonesia (INA)    | 1    | 1   | 1    | 3       |
| 4                  | Malaysia (MAS)     | 0    | 1   | 2    | 3       |
| Tổng số (4 đơn vị) | Tổng số (4 đơn vị) | 5    | 5   | 5    | 15      |